# La Quarte
La Quarte ist eine Gemeinde im französischen Département Haute-Saône mit 63 Einwohnern (Stand: 1. Januar 2022) in der Region Bourgogne-Franche-Comté. Sie gehört zum Arrondissement Vesoul und zum Gemeindeverband Communauté de communes des Savoir-Faire. Die Bewohner werden Quartais und Quartaises genannt.

## Geographie
La Quarte liegt auf einer Höhe von 365 m über dem Meeresspiegel, sieben Kilometer südwestlich von Vitrey-sur-Mance und etwa 38 Kilometer westnordwestlich der Stadt Vesoul (Luftlinie). Das Dorf erstreckt sich im äußersten Nordwesten des Departements, auf einem Hochplateau in den östlichen Ausläufern des Plateaus von Langres, zwischen den Tälern von Mance im Norden und Rigotte im Süden.
Die Fläche des 3,19 km² großen Gemeindegebiets umfasst einen Abschnitt des Plateaus von Langres westlich des oberen Saônetals. Der Hauptteil des Gebietes wird vom Hochplateau von La Quarte eingenommen, das durchschnittlich auf 360 m liegt. Es wird überwiegend landwirtschaftlich genutzt, doch insbesondere entlang der Gemeindegrenzen gibt es große Waldflächen. Das Plateau gipfelt im Westen des Dorfes auf 386 m, der höchsten Erhebung von La Quarte. In geologisch-tektonischer Hinsicht besteht diese Hochfläche aus einer Wechsellagerung von sandig-mergeligen und kalkigen Sedimenten, die zur Hauptsache während der Lias (Unterjura) abgelagert wurden. Im Westen hängt das Plateau mit der Hochfläche von Fayl-Billot zusammen. Nach Norden reicht das Gemeindeareal in das Quellgebiet der Ougeotte, welche für die Entwässerung nach Osten zur Saône sorgt. Begrenzt wird das Areal im Norden durch den Bois du Châtelet, im Osten durch den Bois de l'Hourie und im Süden durch die Grands Bois.
Nachbargemeinden von La Quarte sind Ouge im Norden, Chauvirey-le-Châtel im Osten, La Rochelle und Pressigny im Süden sowie Fayl-Billot im Westen.

## Geschichte
Im Mittelalter gehörte La Quarte zur Freigrafschaft Burgund und darin zum Gebiet des Bailliage d’Amont. Die lokale Herrschaft hatten die Herren von Chauvirey inne. Das Dorf entwickelte sich erst im Lauf des 16. Jahrhunderts als Rodungsinsel. Zusammen mit der Franche-Comté gelangte das Dorf mit dem Frieden von Nimwegen 1678 definitiv an Frankreich. Das Dorf entwickelte sich zu einem Zentrum der Korbflechterei und der Kultur der Korb-Weide.

## Sehenswürdigkeiten
Die Kirche Saint-Gilbert wurde 1737 erbaut und 1798 vergrößert. Im Ortszentrum steht ein Lavoir, das einst als Waschhaus und Viehtränke diente.

## Bevölkerung
| Jahr                       | 1962 | 1968 | 1975 | 1982 | 1990 | 1999 | 2006 | 2020 |
| Einwohner                  | 103  | 95   | 89   | 76   | 72   | 60   | 78   | 67   |
| Quellen: Cassini und INSEE |      |      |      |      |      |      |      |      |

Mit 63 Einwohnern (1. Januar 2022) gehört La Quarte zu den kleinsten Gemeinden des Département Haute-Saône. Nachdem die Einwohnerzahl im 20. Jahrhundert deutlich abgenommen hatte (1886 wurden noch 209 Personen gezählt), wurde ab 1999 wieder ein leichtes Bevölkerungswachstum verzeichnet.

## Wirtschaft und Infrastruktur
La Quarte war bis weit ins 20. Jahrhundert hinein ein vorwiegend durch die Landwirtschaft (Ackerbau, Obstbau und Viehzucht) und die Forstwirtschaft geprägtes Dorf. Heute gibt es einige Betriebe des lokalen Kleingewerbes, darunter ein Atelier für traditionelle Korbflechterei. In den letzten Jahrzehnten hat sich das Dorf zu einer Wohngemeinde gewandelt. Viele Erwerbstätige sind deshalb Wegpendler, die in den größeren Ortschaften der Umgebung ihrer Arbeit nachgehen.
Die Ortschaft ist verkehrstechnisch gut erschlossen. Sie liegt an der Route nationale 19, die von Vesoul nach Langres führt. Weitere Straßenverbindungen bestehen mit Chauvirey-le-Châtel, Pierremont-sur-Amance und Pressigny.